# Glossadelphus serrifolius
Glossadelphus serrifolius là một loài Rêu trong họ Hypnaceae. Loài này được (Broth. & Watts) Broth. mô tả khoa học đầu tiên năm 1925.